# Synorthocladius reductus
Synorthocladius reductus är en tvåvingeart som först beskrevs av Freeman 1954.  Synorthocladius reductus ingår i släktet Synorthocladius och familjen fjädermyggor. Inga underarter finns listade i Catalogue of Life.